# Fileja
I fileja o filej sono un tipo di pasta originario della Provincia di Vibo Valentia, tipico della regione Calabria. Il Ministero delle politiche agricole ha incluso la pasta fileja nell'elenco dei prodotti agroalimentari tradizionali.

## Descrizione
I fileja appartengono alla tradizione gastronomica del vibonese, hanno la forma allungata e ricurva, generalmente realizzati con semola di grano duro e acqua.
La loro dimensione è di circa 10/12 cm di lunghezza, e si presentano come una fettuccina attorcigliata su se stessa. La loro preparazione anticamente era manuale, la pasta veniva filata ed attorcigliata attorno ad una bacchetta detta "virgula", cioè piccola verga,  ottenuta dal fusto (culmo) della disa, una pianta selvatica, detta "gutamara".
Sono particolarmente indicati per i sughi di carne che vengono imprigionati dalla loro forma cava

## Specialità culinarie
In genere i fileja come da tradizione vibonese sono accompagnati da sughi succulenti a base di carne di capra e maiale, con il Pecorino del Monte Poro  o salse a base di 'Nduja di Spilinga.
I fileja sono anche denominati, a seconda della zona, Maccarruna i casa, Strangugghi, Maccheroni calabresi
Durante la stagione estiva nella provincia di Vibo Valentia si svolgono diversi eventi e sagre per celebrare i Fileja.